# Reino do Curdistão
O Reino do Curdistão se refere a dois Estados não reconhecidos de curta duração formados na década de 1920, na região geocultural do Curdistão após o colapso do Império Otomano, em território oficialmente sob a jurisdição do Mandato Britânico da Mesopotâmia.

## História

### Revoltas do xeique Mamude
Durante a dissolução do Império Otomano, os curdos no Iraque tentaram estabelecer, por mais de uma vez, um Estado independente. Em 1919, o xeique da ordem sufista Qadiriyyah, considerado a personalidade mais influente no sul do Curdistão, foi nomeado governador do antigo sanjaco de Duhok. Porém, ele se uniu com líderes tribais contra os britânicos e declarou um Curdistão independente em maio do mesmo ano. Entre suas tropas e apoiadores, estava o jovem Mustafa Barzani, futuro líder nacionalista curdo. Os britânicos responderam militarmente e Mamude foi derrotado em junho de 1919, sendo exilado na Índia, então colônia britânica.
Após o Tratado de Sèvres, em que se estabeleceram alguns territórios para o Iraque, a cidade de Suleimânia ainda permanecia sob o controle direto do alto comissário britânico. Após a posterior penetração do destacamento turco "Özdemir" na área, foi feita uma tentativa pelos britânicos para combater isto, nomeando xeique Mamude, que retornara de seu exílio, governador novamente em setembro de 1922. No entanto, o xeique se revoltou de novo, e em novembro declarou-se rei do nomeado Reino do Curdistão.
O exército do Reino do Curdistão era chamado de Exército Nacional Curdo. Barzanji foi derrotado pelos britânicos em julho de 1924, e em janeiro de 1926, a Liga das Nações deu o mandato sobre o território para o Iraque, com a disponibilização pelos direitos especiais para os curdos. Entre 1930-1931, o xeique Mamude Barzanji fez sua última tentativa, mal sucedida. Os Comandos no Iraque da Royal Air Force Britânica, agindo em nome do governo iraquiano em Bagdá, desempenharam um papel decisivo em trazer o Reino do Curdistão ao fim.

### Rebelião do Xeque Said
O Segundo Reino do Curdistão foi tentado no sudeste da Turquia com a Rebelião do Xeque Said em 1925 e durou apenas 3 meses antes de ser posto abaixo pelo exército turco. A rebelião foi iniciada pelo Xeque Said Piran no que foi relatado por ter sido apoiada por elementos tribais da Síria.

### Geral
- McDowell, D. (1996) A Modern History of the Kurds, pp. 155–163, 194-196